# John Cole (clérigo)
John Cole, um graduado do St John's College, Cambridge, foi o arquidiácono de Totnes entre 1580 e 1583.